# Endahnjúkar
Endahnjúkar är en bergstopp i republiken Island. Den ligger i regionen Austurland, 400 km öster om huvudstaden Reykjavík. Toppen på Endahnjúkar är 875 meter över havet, eller 62 meter över den omgivande terrängen. Bredden vid basen är 0,48 km.
Runt Endahnjúkar är det mycket glesbefolkat, med 2 invånare per kvadratkilometer. Närmaste större samhälle är Egilsstaðir, omkring 14 kilometer väster om Endahnjúkar. Trakten runt Endahnjúkar består i huvudsak av gräsmarker.